# Isakowo (Smietaninskoje)
Isakowo (ros. Исаково) – wieś (ros. деревня, trb. dieriewnia) w zachodniej Rosji, w osiedlu wiejskim Smietaninskoje rejonu smoleńskiego w obwodzie smoleńskim.

## Geografia
Miejscowość położona jest nad rzeką Kuprinka, 2 km od drogi federalnej R120 (Orzeł – Briańsk – Smoleńsk – Witebsk), 3 km od drogi magistralnej M1 «Białoruś», 5 km od przystanku kolejowego 416 km, 6 km od centrum administracyjnego osiedla wiejskiego (Smietanino), 31 km od centrum Smoleńska.

## Demografia
W 2010 r. miejscowość zamieszkiwała 1 osoba.